# سيرجيو راموس (لاعب كرة سلة)
سيرجيو راموس (11 ديسمبر 1975 في البرتغال - ) هو لاعب كرة سلة برتغالي في مركز هجوم صغير الجسم. لعب مع نادي بنفيكا.

## وصلات خارجية
- سيرجيو راموس على موقع الاتحاد الدولي لكرة السلة (الإنجليزية)
- سيرجيو راموس على موقع الدوري الإسباني لكرة السلة (الإسبانية)
- سيرجيو راموس على موقع كرة السلة الأوروبية.كوم (الإنجليزية)
- سيرجيو راموس على موقع ريلجم (الإنجليزية)
- سيرجيو راموس على موقع بروبوليرز (الإنجليزية)
- سيرجيو راموس على موقع سبورتس رفرنس (الإنجليزية)